# شوکوکان

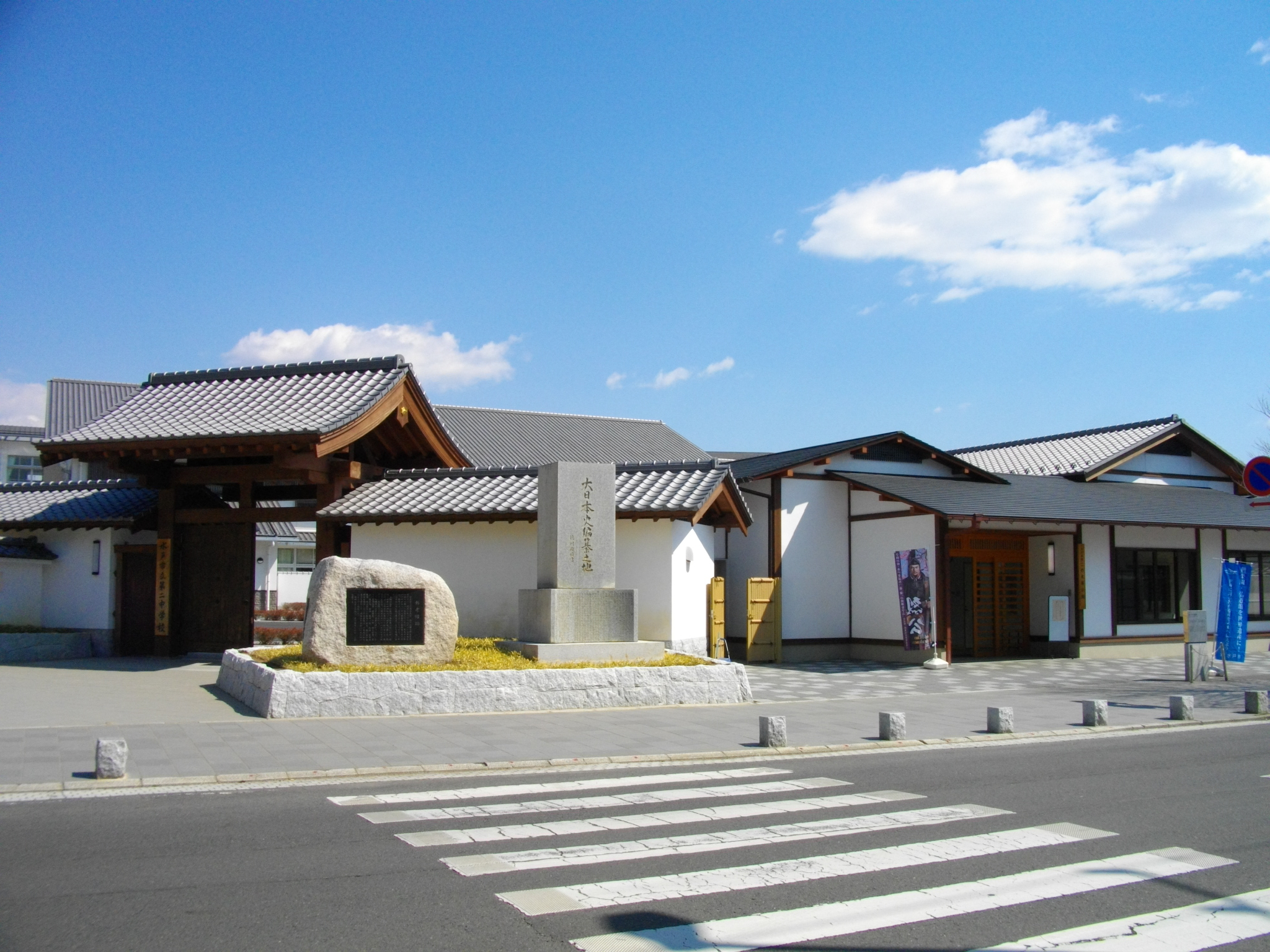
بنای یادبود محل شوکوکان در مقابل دبیرستان دوره دوم راهنمایی شهرداری میتو و بنای یادبود محل تدوین دای نیهونشی

شوکوکان (به ژاپنی: 彰考館（しょうこうかん)، در طول دوره ادو، قلمرو میتو در ولایت هیتاچی، دفتر تدوین تاریخ (دفتر تاریخ) را برای تدوین دای نیهونشی تأسیس کرد.

## پیشینه
توکوگاوا میتسوکونی، وارث خاندان میتو توکوگاوا، علاقه زیادی به تاریخ داشت و گفته می‌شود که از جوانی در حال برنامه‌ریزی برای یک پروژه تدوین تاریخ بوده است. در سال ۱۶۵۷، میتسوکونی یک دفتر تاریخ در کاخ کاجیگویا در ویلای کوماگومه در ادو افتتاح کرد و یک کتابخانه و چندین کارمند را برای کار بر روی پروژه تدوین تاریخ به کار گرفت. با این حال، در سال ۱۶۶۱، او پس از مرگ پدرش، یوریفوسا، ارباب قلمرو میتو شد و مشغول اداره قلمرو و وظایف رسمی بود.